# うつほ物語

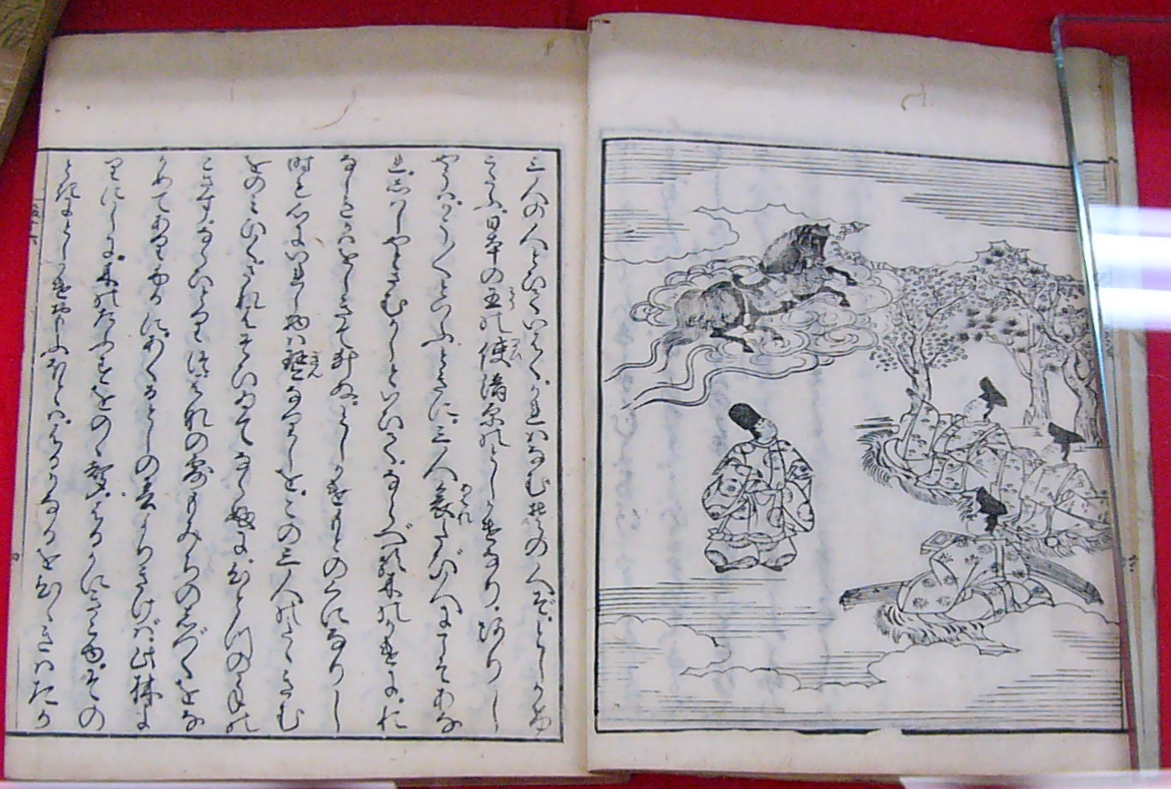
文化3年絵入本

『うつほ物語』（うつほものがたり、宇津保物語）は、平安時代中期の10世紀後半に成立した日本最古の長編物語。全20巻、著者は不明だが源順説などがあり、架空の話である『竹取物語』と現実的な『源氏物語』の双方の特徴を持つ作品で、当時の貴族社会における求婚や争いを描いている。
『源氏物語』や『枕草子』の中で『うつほ物語』の一部が記されており、この2作品以前に存在していたことがわかる。『源氏物語』の第17帖「絵合」には「『うつほ』の俊蔭の物語絵」が見え、『枕草子』には源涼と藤原仲忠の優劣論争が記されている。
写実的な描写などは『源氏物語』の成立へ影響を与えたと言われている。当時の貴族にとって、その演奏が教養でもあった楽器のひとつ「琴（きん）」の音楽をめぐって物語が展開していく。当時の年中行事を記した日記的な記述が多くみられる点も特徴のひとつである。

## あらすじ
遣唐使清原俊蔭は渡唐の途中で難破のため波斯国（ペルシア）へ漂着する。天人・仙人から秘琴の技を伝えられた俊蔭は、23年を経て日本へ帰着した。俊蔭は官職を辞して、娘へ秘琴と清原家の再興を託した後に死んだ。俊蔭の娘は、太政大臣の子息（藤原兼雅）との間に子をもうけたが、貧しさをかこち、北山の森の木の空洞 - うつほで子（藤原仲忠）を育てながら秘琴の技を教えた。兼雅は二人と再会し、仲忠を引き取った。〔俊陰〕
そのころ、源正頼娘の貴宮（あて宮）が大変な評判で求婚者が絶えなかった。求婚者には春宮（皇太子）、仲忠、源涼、源実忠、源仲澄、上野宮、三春高基らがいたが続々と脱落し、互いにライバルと認める仲忠と涼が宮中で見事な秘琴の勝負を繰りひろげたものの、結局、あて宮は春宮に入内し、藤壺と呼ばれるようになった。〔藤原の君〜あて宮〕
仲忠は女一宮と結婚し、その間に娘の犬宮（いぬ宮）が生まれた。俊蔭娘は帝に見いだされ尚侍となる。仲忠は大納言へ昇進し、春宮は新帝に、藤壺腹の皇子が春宮になった。〔蔵開・上〜国譲・下〕
仲忠は母にいぬ宮へ秘琴を伝えるようお願いし、いぬ宮は琴の秘技を身につける。いぬ宮は2人の上皇、嵯峨院と朱雀院を邸宅に招いて秘琴を披露し、一同に深い感動を与えるシーンで物語は終わる。〔楼上・上〜下〕

## 構成
『うつほ物語』は各巻に独自の名称を施した全20巻で構成される。一部の巻には写本によって別名を持つものもある。また、巻の配列の順序も現代語訳作品や注釈書によって差異がある。

各巻の名称、配列順は、河野多麻校注『宇津保物語　一〜三』（日本古典文学大系10-12、岩波書店）での表記（読みがなは現代仮名遣いとした）。
1. 俊陰（としかげ）一部では（しゅんいん）とも
2. 忠こそ（ただこそ）
3. 藤原の君（ふじわらのきみ）
4. 嵯峨院（さがのいん）
5. 梅の花笠（むめのはながさ）／別名：春日詣（かすがもうで）、桂（かつら）
6. 吹上（ふきあげ）〔上〕
7. 吹上〔下〕
8. 祭の使（まつりのつかい）
9. 菊の宴（きくのえん）
10. あて宮（あてみや）
11. 初秋（はつあき）／別名：相撲の節会（すまいのせちえ）、内侍のかみ（ないしのかみ）
12. 田鶴の群鳥（たづのむらどり）／別名：沖つ白波（おきつしらなみ）
13. 蔵開（くらびらき）〔上〕
14. 蔵開〔中〕
15. 蔵開〔下〕
16. 国譲（くにゆずり）〔上〕
17. 国譲〔中〕
18. 国譲〔下〕
19. 楼上（ろうのうえ）〔上〕
20. 楼上〔下〕

## 主な文献
- 『宇津保物語・俊蔭　全訳注』上坂信男・神作光一訳注、講談社学術文庫、1998年、ISBN 978-4-06-159355-8
- 『新版 うつほ物語　現代語訳付き』室城秀之訳注、角川ソフィア文庫（全6冊）。完訳版
  1. 「俊蔭」「藤原の君」「忠こそ」「春日詣」（2022年12月、ISBN 978-4-04-400024-0）
  2. 「嵯峨の院」「祭の使」「吹上上」「吹上下」（2022年3月、ISBN 978-4-04-400025-7）
  3. 「菊の宴」「あて宮」「内侍のかみ」「沖つ白波」（2023年6月、ISBN 978-4-04-400026-4）
  4. 「蔵開」上・中・下（2023年9月、ISBN 978-4-04-400027-1）
  5. 「国譲」上・中・下（2023年12月、ISBN 978-4-04-400028-8）
  6. 「楼の上」上・下（2024年3月、ISBN 978-4-04-400029-5）
- 『うつほ物語　ビギナーズ・クラシックス 日本の古典』室城秀之編、角川ソフィア文庫、2007年。抜粋版、ISBN 978-4-04-374203-5